# Vanilla gardneri
Vanilla gardneri é uma espécie de orquídea de hábito escandente e crescimento reptante que existe do Pará à Pernambuco, no Brasil. São plantas clorofiladas de raízes aéreas; sementes crustosas, sem asas; e inflorescências de flores de cores pálidas que nascem em sucessão, de racemos laterais.
Esta espécie pode ser reconhecida entre as Vanilla por apresentar caules grossos e quebradiços, labelo claramente trilobado, mais curto ou do mesmo comprimento que as sépalas, com linhas destacadas na extremidade superior; grandes folhas carnosas alongadas e rijas, oblongas, com ápice atenuado, medindo até 22 por 3 centímetros; e grandes flores verde-amareladas com sépalas medindo até 6,5 centímetros de comprimento com extremidade levemente aguçada.